# Sennit

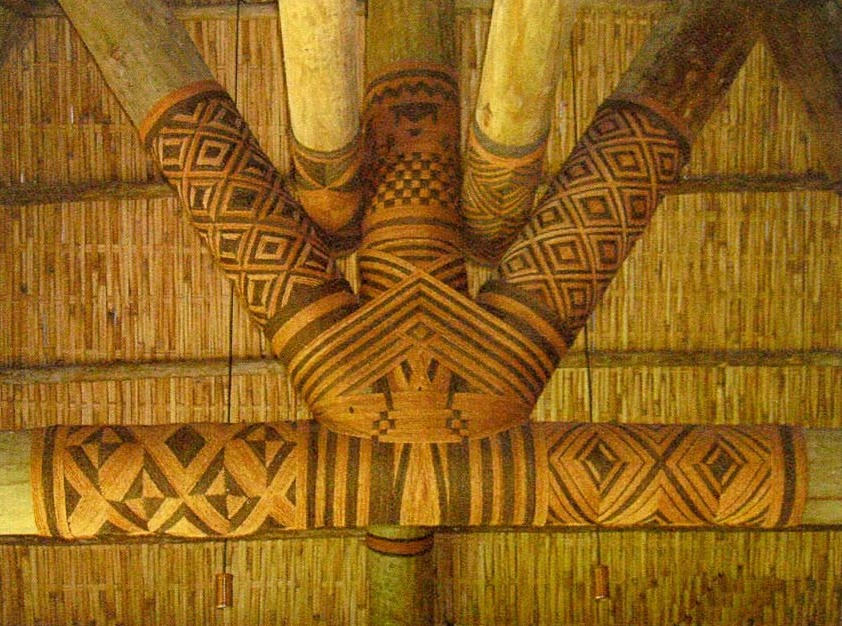
Magimagi-Sennit aus Fidschi um hölzerne Deckenpfosten.

Sennit ist eine Art Seil, beziehungsweise Tauwerk, aus geflochtenen Fasersträngen aus Kokosfasern oder Gras. In der westeuropäischen Seefahrtstradition wurde es zur Herstellung flacher geflochtener Gurte für den Schiffsgebrauch verwendet. Es kann als dekoratives Material im Kunsthandwerk, beispielsweise als Makramee, oder zur Herstellung von Strohhüten verwendet werden. Sennit ist ein wichtiges Produkt in den Kulturen Ozeaniens, wo es in der traditionellen Architektur, im Bootsbau, in der Fischerei und als Schmuck verwendet wird.
Sennit wird in Robert Gibbings Buch „Over the Reefs“ (1948) erwähnt. Er berichtet von der Verwendung in Samoa im Jahr 1946, wo er die Herstellung mehrfach beobachten konnte. Er merkt an, dass die Herstellung in samoanischen Dörfern aufgrund des hohen Materialbedarfs eine ständige Beschäftigung war. Ein wesentliches Zitat aus dem Buch, das ein Dorfvorsteher Gibbings gegenüber ansprach, unterstreicht die Bedeutung von Sennit in der samoanischen Kultur: „In eurem Land“, sagte ein Dorfvorsteher zu mir, „können nur wenige Männer Nägel herstellen, aber in Samoa kann das jeder“. Er bezog sich auf den Sennit, der zum Verzurren der Häuser oder Hütten verwendet wurde. Sennit hatte vielfältige weitere Verwendungsmöglichkeiten, unter anderem beim Haifischfang, wo es als Schlinge über den Kopf des Hais gelegt wurde, wenn dieser neben dem Kanu ankam.
„Sie zeigten mir die Sennit-Schlinge, die sie benutzt hatten – fünf Jahre alt und so gut wie neu. Sie sagten, sie würde bei guter Pflege noch weitere fünf Jahre halten.“

## Ozeanien

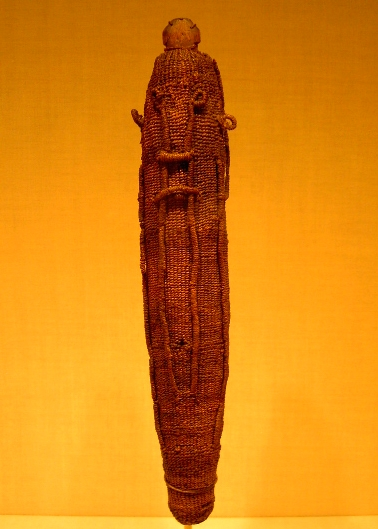
Eine in Sennit gehüllte Götterfigur des tahitianischen Kriegsgottes ʻOro.

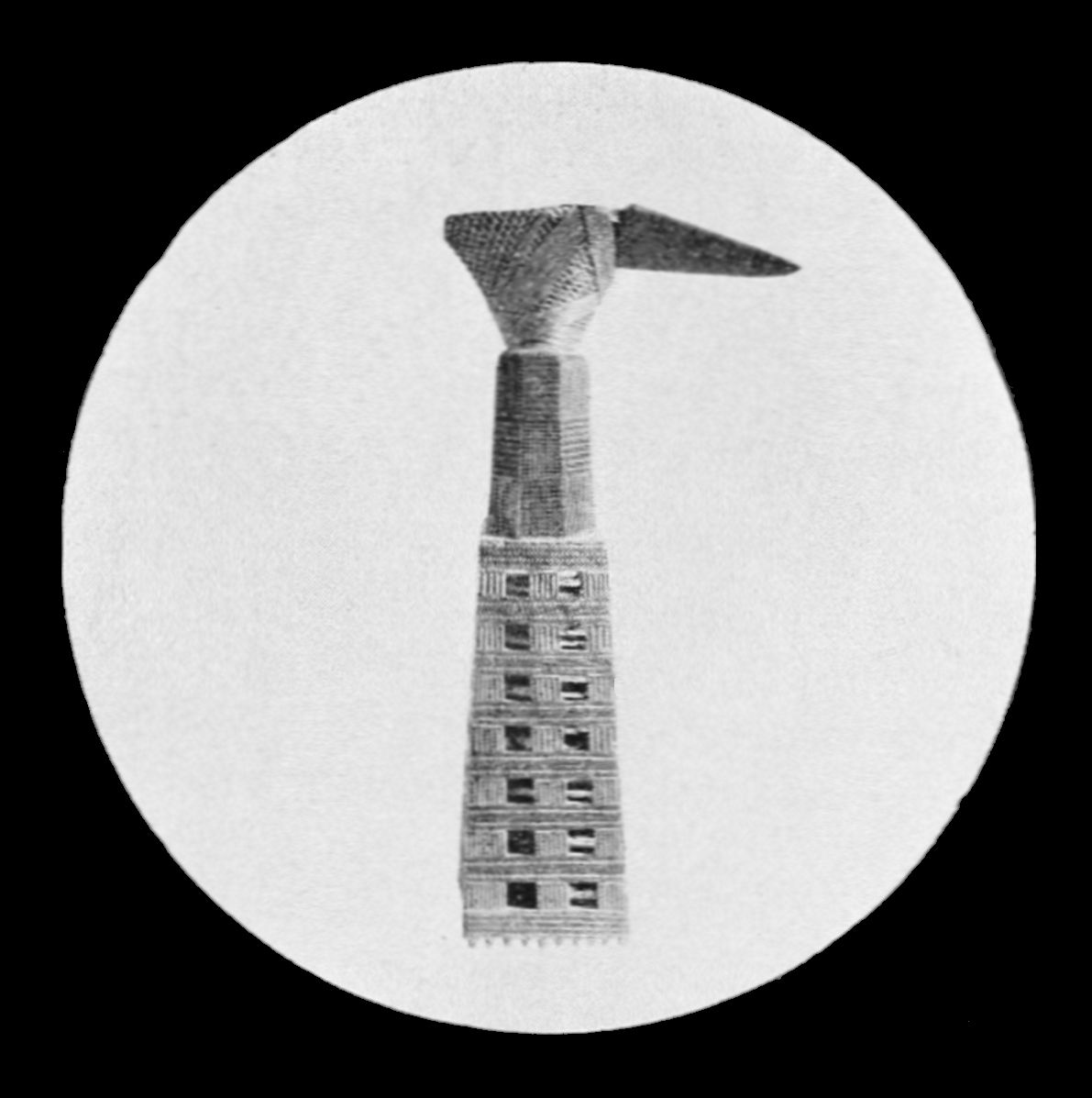
Polynesische zeremonielle Steindechsel (toʻi oder toki in polynesischen Sprachen) mit Sennit um die Klinge gebunden, mit geschnitztem Griff, 1891–1892.

Der Werkstoff hat verschiedene Bezeichnungen. In Tonga wird er „kafa“ genannt, in Fidschi „magimagi“, wo besonders aufwändig gemusterte Bänder hergestellt werden. 
In Hawaii und verbreitet in Polynesien wird Sennit durch Flechten von Kokosfasern hergestellt. Die Taue waren wichtig um die Ausleger (ʻama) durch die Halterungen (Iako) mit dem Schiffskorpus der Auslegerkanus zu verbinden und wurden auch verwendet, um Steine mit Kriegskeulen zu verbinden und die Balkenkonstruktionen der Häuser (hale/Fale) zu befestigen.
In der samoanischen Sprache wird Sennit ʻafa genannt. Es wird als Tauwerk in der traditionellen samoanischen Architektur, im Bootsbau und für viele andere Zwecke verwendet. ʻAfa wird in Handarbeit aus getrockneten Kokosfasern aus der Schale bestimmter Kokosnusssorten mit langen Fasern hergestellt, insbesondere der Niuʻafa (Afa-Palme).